# 麻場一徳
麻場 一徳（あさば かずのり、1960年9月12日 - ）は、日本の元陸上競技選手。現山梨学院大学教授、同大学陸上競技部部長兼監督。

## 経歴
愛知県岡崎市出身。岡崎市立城北中学校卒業。愛知県立岡崎高等学校卒業後、筑波大学へ進学。大学4年次の第9回アジア大会では、1600mリレーで第1走を務め優勝に貢献。同じく400mリレーでは第3走を務め3位入賞。大学卒業後は筑波大学大学院に進学。ユニバシアードエドモントン大会では、400mで準々決勝進出。翌年の第1回世界陸上競技選手権大会では、1600mリレーで第2走を務め、準決勝進出。
現役を退いた後は筑波大学体育センター準研究員を経て、1987年に都留文科大学文学部初等教育学科の専任講師に就任。1993年9月に同大学助教授、2002年10月に同大学教授。2016年4月より山梨学院大学スポーツ科学部スポーツ科学科教授（学部長補佐）。
また、シドニーオリンピックでは、陸上競技の解説も務めた。
日本陸連強化委員会男子短距離副部長を経て、2012年10月まで日本陸連強化委員会女子短距離部長、日本陸上競技連盟強化コーチ、山梨陸上競技協会強化コーチも務めている。
2014年11月に日本陸連強化副委員長となり、2015年9月30日に強化委員長に就任。2016年リオデジャネイロオリンピックでは日本チーム監督を務める。
2020年東京五輪プロジェクトチームのトラック・フィールド部門も統括する。